# Mohyliv-Podilskyi (huyện)
Huyện Mohyliv-Podilskyi (tiếng Ukraina: Могилів-Подільський район, chuyển tự: Mohyliv-Podilskyis’kyi raion) là một huyện của tỉnh Vinnytsia thuộc Ukraina. Huyện Mohyliv-Podilskyi có diện tích 933 km², dân số theo điều tra dân số ngày 5 tháng 12 năm 2001 là 40095 người với mật độ 43 người/km2. Trung tâm huyện nằm ở Mohyliv-Podilskyi.